# Koziołki
Koziołki [pronunciación en polaco: /kɔˈʑɔu̯ki/] es un pueblo ubicado en el distrito administrativo de Gmina Dmosin, dentro del Distrito de Brzeziny, Voivodato de Łódź, en Polonia central. Se encuentra aproximadamente a 7 kilómetros al sureste de Dmosin, a 11 kilómetros al noreste de Brzeziny, y a 27 kilómetros al noreste de la capital regional Łódź.